# Zetovo, Burgas
Zetiovo (în bulgară Зетьово ) este un sat în Obștina Aitos, Regiunea Burgas, Bulgaria.

## Demografie
Componența etnică a satului Zetovo
     Turci (98,63%)
     Nicio identificare (1,36%)
     Altele (0%)
La recensământul din 2011, populația satului Zetovo era de 219 locuitori. Din punct de vedere etnic, majoritatea locuitorilor (98,63%) erau turci. Pentru 1,36% din locuitori nu este cunoscută apartenența etnică.